# Staatsbesuche von Erich Honecker in Afrika
Die Staatsbesuche von Erich Honecker in Afrika fanden im Februar und November 1979 statt.

## Vorgeschichte
Die DDR bemühte sich seit den 1950er Jahren um politische und wirtschaftliche Kontakte auch zu einigen afrikanischen Staaten. Sie wollte einerseits deren Entwicklung in eine sozialistische Richtung unterstützen, andererseits auch ihre eigene internationale Anerkennung voranbringen. Seit etwa Mitte der 1970er Jahre wandte sie sich verstärkt revolutionären Führungen in Ländern wie Angola, Moçambique und Äthiopien zu, die erst kurz zuvor ihre nationale Unabhängigkeit erlangt hatten. Diese unterstützte sie mit Waffen, Maschinen, vielfältigen Hilfsgütern und Spezialisten zum Aufbau des Landes.
Nachdem 1977 der Devisenmangel in der DDR zu einem stärkeren wirtschaftlichen Problem wurde, nutzte sie diese afrikanischen Länder auch, um dringend benötigte Rohstoffe wie Steinkohle, Erdöl, Kupfer und Kaffee sowie Devisen zu günstigen Bedingungen zu erhalten.

## Besuch 15. bis 25. Februar 1979

### DDR-Delegation
Zu der hochrangigen Delegation der DDR gehörten der Staatsrats- und Parteivorsitzende Erich Honecker, der Ministerratsvorsitzende Willi Stoph, der Außenminister Oskar Fischer, der ZK-Sekretär für Wirtschaft Günter Mittag, der ZK-Sekretär für internationale Beziehungen Hermann Axen, die Botschafter der DDR in den jeweiligen Ländern (Freimut Seidel, Horst Schön, Gerhard Stein und Julian Hollender) und weitere Persönlichkeiten.

### Libyen
Vom 15. bis 17. Februar besuchte die Delegation Libyen. Dort wurde sie von Oberst Muammar al-Gaddafi und weiteren staatlichen Vertretern in Tripolis empfangen.

### Angola
Am Nachmittag des 17. Februar wurde die Delegation in Luanda in der Volksrepublik Angola von Präsident Agostinho Neto und weiteren Repräsentanten empfangen. Am 18. Februar besuchte sie mehrere Sehenswürdigkeiten und traf eine Freundschaftsbrigade der FDJ. Außerdem führte Erich Honecker ein Gespräch mit Sam Nujoma, dem Präsidenten der Befreiungsorganisation von Namibia SWAPO. Am Montag, den 19. Februar besuchte die Delegation eine Fabrik bei Luanda. An diesem Tag wurde der Vertrag über Freundschaft und Zusammenarbeit zwischen beiden Ländern veröffentlicht.

### Sambia
Am Mittag des 20. Februar landete die Delegation auf dem Flughafen in Lusaka in der Republik Sambia. Sie führte danach Gespräche mit Präsident Kenneth Kaunda. Außerdem besichtigte sie dessen ehemaligen Wohnung im Chilenje House 394 und legte einen Kranz an der Liberty Statue nieder.
Am 21. Februar traf Erich Honecker auch Joshua Nkomo, den Präsidenten der Befreiungsorganisation von Simbabwe.

### Moçambique
Am 22. Februar wurde die Delegation in Maputo in der Volksrepublik Moçambique von Präsident Samora Machel und weiteren Persönlichkeiten empfangen.
Danach absolvierte sie ein abwechslungsreiches Besuchsprogramm.
Am 23. Februar führte Erich Honecker ein Gespräch mit Oliver Tambo, dem Präsidenten des Afrikanischen Nationalkongresses (ANC) von Südafrika.
Am 24. Februar wurde ein Vertrag über Freundschaft und Zusammenarbeit sowie weitere Vereinbarungen zwischen beiden Ländern unterzeichnet.
Am Sonnabendnachmittag wurde die Delegation auf dem Flughafen Maputo verabschiedet.

### Angola
Am Abend des 24. Februar landete das Flugzeug zu einem Zwischenstopp in Luanda in Angola. Dort empfing Präsident Agostinho Neto Erich Honecker noch einmal zu einem Gespräch.
Am Sonntagvormittag, den 25. Februar landete die DDR-Delegation wieder auf dem Flughafen Berlin-Schönefeld.

## Besuch 12. bis 17. November 1979

### DDR-Delegation
Die Delegation bestand grundsätzlich aus den gleichen Persönlichkeiten wie bei den Staatsbesuchen in Afrika im Februar des gleichen Jahres. Als DDR-Botschafter in den besuchten Ländern gehörten diesmal Dieter Klinkert bzw. Ernst-Peter Rabenhorst zur Delegation.

### Äthiopien
Am Montag, den 12. November 1979 traf eine DDR-Delegation unter Leitung von Erich Honecker gegen 9 Uhr auf dem Flughafen von Addis Abeba zu einem Staatsbesuch in der Sozialistischen Republik Äthiopien ein. Sie wurde von Präsident Mengistu Haile Mariam und weiteren Vertretern empfangen. Auf dem Weg in die Innenstadt säumten angeblich eine Million Menschen die Straßen.
Am 14. November besuchte Erich Honecker den Präsidenten der Organisation für afrikanische Einheit (OAU) Edem Kodjo in dessen Amtssitz in Addis Abeba zu einem Gespräch.
Am 15. November wurde ein Vertrag über Freundschaft und Zusammenarbeit zwischen der DDR und Äthiopien unterzeichnet.

### Jemen
Am 16. November wurde die Delegation in der Volksdemokratischen Republik Jemen (Südjemen) von Präsident Abd al-Fattah Ismail und weiteren Regierungsvertretern in der Hauptstadt Aden empfangen.
Am 17. November wurde ebenfalls ein Vertrag über Freundschaft und Zusammenarbeit zwischen beiden Ländern unterzeichnet.
Danach flog die Delegation in die DDR zurück.

## Nachwirkungen
Die DDR konnte die Beziehungen zu diesen Ländern weiter vertiefen. Sie erhielt Rohstoffe und Devisen für ihre Wirtschaft. Etwa 20.000 Vertragsarbeiter aus Moçambique (s. Madgermans) kamen bis 1989 in die DDR, dabei wurden 25 Prozent ihres Lohnes zur Tilgung der Schulden ihres Landes einbehalten.
Einige afrikanische und arabische Länder konnten in die politischen Strukturen des Staatenbündnissen um die Sowjetunion eingebunden werden. Sie unterstützten dieses dann auch in internationalen Gremien, zum Beispiel bei der Abstimmung über die sowjetische Invasion in Afghanistan 1979 in der UNO-Vollversammlung.